# Kharelā
Kharelā är en ort i Indien.   Den ligger i distriktet Hamīrpur och delstaten Uttar Pradesh, i den centrala delen av landet, 400 km sydost om huvudstaden New Delhi. Kharelā ligger 160 meter över havet och antalet invånare är 13 798.
Terrängen runt Kharelā är mycket platt. Runt Kharelā är det ganska tätbefolkat, med 199 invånare per kvadratkilometer. Närmaste större samhälle är Charkhāri, 16,8 km söder om Kharelā. Trakten runt Kharelā består till största delen av jordbruksmark.